# فيليبا هاميلتون
فيليبا بالمستيرنا هاميلتون (بالفرنسية: Filippa Palmstierna Hamilton)‏ (من مواليد 3 ديسمبر 1985) عارضة أزياء سويدية فرنسية.

## نشأتها
ولدت هاملتون في باريس ونشأ في بياريتز، فرنسا. اكتشفها المصور الفرنسي مارك هيسبارد في شوارع باريس. وقالت إنها حصلت أول حملة إعلانية كبرى لها في سن 16 عاما مع رالف لورين. في «عرض اليوم» على قناة إن بي سي مع ميريديث فييرا ، ذكرت هاميلتون أنها عملت لدى لورين منذ أن كانت في السابعة عشرة. كانت الوجه الجديد للرومانسية، عطر رالف لورين، صوره  بروس ويبر. تم تصوير هاملتون بواسطة باولو روفرسي ، ماريو تيستينو ، آرثر الغورت ، إينز فان لامسويردي ، تيري ريتشاردسون وجيلس بيسيمون.

## روابط خارجية
- فيليبا هاميلتون على موقع دليل عارضات الأزياء (الإنجليزية)

- Filippa's profile at NEXT
- Filippa's profile at AskMen.com